# 도미키다테촌
도미키다테촌(富木舘村)은 아오모리현 미나미쓰가루군에 있던 촌이다.
현재의 후지사키정 북부에 있던 정이다 도키와촌과와의 합병을 거쳐 후지사키정과의 합병으로 새로운 후지사키정이 되었다.

## 연혁
- 1889년 4월 1일 - 정촌제 시행에 의해 미나미쓰가루군 도미야나기촌, 미즈키촌, 히사이나다테촌, 후쿠다테촌과 합병해, 도미키다테촌이 발족하였다.
- 1894년 2월 26일 - 미나미쓰가루군 노자와촌의 일부를 편입.
- 1954년 5월 3일 - 미나미쓰가루군 도키와촌와 합병해 도키와촌을 신설해 소멸하였다.